# Louise Côté
Pour les articles homonymes, voir Côté.
Louise Côté (Montréal, 1942 - ) est une monteuse québécoise (Canada).

## Biographie
Elle fait ses premières armes dans le domaine du montage entre 1966 et 1970 au service audiovisuel de la société Hydro-Québec, où elle apprend par elle-même le métier.  Après un passage au CRTC, elle touchera aux différents aspects du travail de monteur.  
Elle travaille d'abord sur deux séries, soit Un pays, un goût, une manière puis Les arts sacrés au Québec.  C'est donc d'abord dans le documentaire qu'elle s'illustre, domaine qui lui donnera d'ailleurs plusieurs nominations au prix Gémeaux dans les années 1990. 
Louise Côté élargit son travail à la fiction au cinéma, en premier comme monteuse de dialogues, entre autres sur le Maria Chapdelaine de Gilles Carle en 1983 mais aussi pour Dans le ventre du dragon de Yves Simoneau en 1989.
Elle est particulièrement associée au montage sonore ou visuel des œuvres cinématographiques de quelques réalisateurs: Louise Carré de 1986 à 1996, Magnus Isacsson au début des années 2000 mais surtout Bernard Émond à partir de 1990, avec lequel est contribuera entre autres au succès de La Femme qui boit, 20h17, rue Darling et La Neuvaine.

## Filmographie
- 1974 : Valse à trois
- 1976 : La Science prodigieuse des Pharaons
- 1982 : La Sculpture ancienne au Québec: L'Atelier des Levasseur: 1680-1794
- 1982 : Presbytère ancien du Québec II: Le curé, la mode, le pouvoir
- 1982 : Presbytère ancien du Québec I: Au temps des curés habitants
- 1982 : La Peinture votive au Québec
- 1982 : L'Orfèvrerie ancienne: trésor des fabriques du Québec
- 1982 : Memento te: Stèles et croix de cimetière au Québec
- 1982 : Le Cimetière paroissial au Québec
- 1982 : L'Architecture religieuse en Canada (1640-1790)
- 1987 : Le Sourd dans la ville
- 1989 : Bye bye chaperon rouge
- 1995 : Mortel désir
- 1997 : Jeunes, beaux et entreprenants
- 1998 : Le Prix de la vie
- 1998 : My Heart Is My Witness
- 1999 : Enfants de chœur!
- 2001 : La Femme qui boit
- 2002 : Maxime McDuff et McDo
- 2002 : Vue du sommet
- 2003 : 20h17 rue Darling
- 2004 : Sex, Truth and Videotape (série TV)
- 2005 : La Neuvaine
- 2012 : Tout ce que tu possèdes de Bernard Émond

## Distinctions

### Nominations
- Prix Génie
  - 1985, nomination "Best achievement for sound editing" (Meilleur montage sonore) pour La Guerre des tuques[1].
  - 1988, nomination "Best achievement for sound editing" (Meilleur montage sonore) pour The Young magician.
- Prix Gémeaux
  - 1988, nomination "Meilleur montage:émission ou série documentaire ou reportage", pour Contes des mille et un jours ou Jean Desprez.
  - 1992, nomination "Meilleur montage:documentaire ou série documentaire, émission ou série d'information", pour Mortel désir.
  - 1993, nomination "Meilleur montage:documentaire ou série documentaire, émission ou série d'information", pour Ceux qui ont le pas léger meurent sans laisser de traces.
  - 1998, nomination "Meilleur montage:documentaire ou série documentaire, émission ou série d'information", pour Turbulences.
  - 2000, nomination "Meilleur montage:documentaire ou série documentaire, émission ou série d'information", pour Enfants de chœur!.
  - 2002, nomination "Meilleur montage:émission documentaire ou d'information" et nomination "Meilleur montage:dramatiques", pour Le coq de Montréal.

- Prix Jutra
  - 2002, nomination pour le meilleur montage pour La Femme qui boit
  - 2004, nomination "Meilleur montage image" pour 20h17, rue Darling[2].
  - 2006, nomination "Meilleur montage image" pour La Neuvaine[3].

## Sources
- Coulombe, Michel, Côté, Louise in Le Dictionnaire du cinéma québécois, quatrième édition, Boréal, Montréal, 2006, pp. 171, 172.